# Bob Mater
Adolph (Bob) Mater (Amsterdam, 24 maart 1930 – Oosterhout, 17 december 1991) was een Nederlands politicus van de PvdA.
Zijn vader Adolph Mater (1897-1963) was werkzaam als kantoorbediende en later chef bij een behangselbedrijf. Bob Mater volgde een opleiding voor maatschappelijk werk en werd in 1950 medewerker bij de 'Stichting Hervormde Jeugdhonken' in Amsterdam waar hij het via hoofdleider bracht tot medewerker directie. Vervolgens was hij van 1962 tot 1971 adjunct-directeur bij de Nederlands Hervormde Stichting voor sociale arbeid in het Zuiden. Daarnaast was hij vanaf 1966 wethouder in Geldrop. Vanaf mei 1971 zat Mater zes jaar in de Eerste Kamer en in september van dat jaar werd hij burgemeester van Lekkerkerk. In april 1976 volgde zijn benoeming tot burgemeester van Oosterhout. Na maanden geleden te hebben aan een ongeneeslijke ziekte overleed hij eind 1991 op 61-jarige leeftijd.